# Anju (Corea del Nord)
Anju è una città della Corea del Nord, situata nella provincia dello Pyongan Meridionale.